# سوفیا اوکونوسکا
سوفیا اوکونوسکا (اوکراینی: Софія Окуневська, آلمانی: Sofia Okunewska؛ ۱۲ مه ۱۸۶۵ – ۲۴ فوریه ۱۹۲۶) پزشک، مربی، فمنیست و محقق اوکراینی بود. او اولین زن در گالیسیا بود که دیپلم دبیرستان دریافت کرد و موفق به کسب آموزش دانشگاهی شد. همچنین اولین زن دکترای پزشکی و اولین پزشک زن در اتریش-مجارستان بود.
او پیشگام استفاده از درمان رادیوتراپی برای مبارزه با سرطان در گالیسیا و اتریش-مجارستان بود. او دوره‌هایی برای پرستاران و ماماها سازماندهی کرد، در تأسیس اولین اتحادیه صنفی پزشکی همکاری کرد و یک واژه‌نامه از اصطلاحات پزشکی اوکراینی تهیه کرد. علاوه بر طبابت در لووف، او همچنین در سوئیس، چکیا و اردوگاه‌های اتریشی در طی جنگ جهانی اول فعالیت داشت.
اوکونوسکا یک فعال اجتماعی و یکی از چهره‌های مهم جنبش فمینیستی در گالیسیا و اتریش-مجارستان بود.
او همچنین به زمینه‌های دیگری از مطالعه، از جمله ادبیات و مطالعات علمی مختلف پرداخت.
اوکونوسکا آخرین سال‌های زندگی خود را در لووف گذراند، جایی که یک مطب کوچک پزشکی را مدیریت می‌کرد. سوفیا اوکونوسکا در بیمارستانی به دلیل آپاندیسیت چرکی درگذشت و در گورستان لیچاکیو به خاک سپرده شد.

## اوایل زندگی و تحصیل
اوکونوسکا در ۱۲ مه ۱۸۶۵ در روستای دوژانکا، نزدیک ترنوپیل متولد شد. او در خانواده آتاناس دانیلوویچ اوکونوسکی و کارولینا لوچاکووسکا به دنیا آمد. مادرش در سال ۱۸۷۰ درگذشت و سوفیا از آن پس توسط عمه‌اش، تئوفیلیه اوکونوسکا-اوزارکویچ، تربیت شد. در همان زمان، او با دخترعمویش، نویسنده آینده ناتالیا کوبرینسکا، آشنا شد و دوست شد.
=در سال ۱۸۸۴، اوکونوسکا مجوز شرکت در امتحانات دوره دبیرستان را دریافت کرد و در سال ۱۸۸۵، با موفقیت چشمگیری در دبیرستان آکادمیک لووف پذیرفته شد و این موفقیت او باعث شگفتی در سراسر گالیسیا شد.
از آنجا که زنان در اتریش-مجارستان تا سال ۱۹۰۰ حق تحصیل در دانشگاه‌ها را نداشتند، اوکونوسکا و دخترعمویش کوبرینسکا در سال ۱۸۸۷ در یک دانشگاه در سوئیس ثبت‌نام کردند. کوبرینسکا در رشته اقتصاد تحصیل کرد، در حالی که اوکونوسکا به دانشکده پزشکی دانشگاه زوریخ پیوست.
در ژانویه ۱۸۹۶، او با موفقیت فارغ‌التحصیل شد و اولین زن اوکراینی گالیسیا شد که تحصیلات دانشگاهی پزشکی دریافت کرد و در واقع اولین پزشک زن از سرزمین‌های اتریشی بود. پایان‌نامه دکترای او دربارهٔ تغییرات خون تحت تأثیر کم‌خونی بود که مدرک دکترای پزشکی را برای او به ارمغان آورد.
در زمانی که در زوریخ بود، سوفیا اوکونوسکا با دانشجویی به نام واتسلاو دامیان موراچفسکی (۱۸۶۵–۱۹۵۰) که اهل ورشو بود و به خاطر احساسات طرفدار اوکراینی‌اش شناخته می‌شد، آشنا شد و در سال ۱۸۹۰ با او ازدواج کرد. در فوریه ۱۸۹۶، اوکونوسکا فرزندشان، یوری، را به دنیا آورد.

## جنبش فمینیستی و فعالیت‌های دیگر
سوفیا اوکونوسکا یک پیانیست فوق‌العاده ماهر بود و زمانی که با اولها کوبیلیانسکا، خواهر معلم دبیرستانش، جولیان کوبیلیانسکی، آشنا شد، شیفته او شد. این دو دختر دوستانی مادام‌العمر شدند.
اوکونوسکا، همراه با دوستانش ناتالیا کوبرینسکا و اولها کوبیلیانسکا، به‌طور فعال در توسعه جنبش زنان در گالیسیا و بوکووینا مشارکت داشت. او طرفدار پرشور پیاده‌روی‌های طولانی در طبیعت، اسب‌سواری، اسکی، فتح قله‌های کوهستانی و تلاش برای شرکت در فعالیت‌های ورزشی دیگری بود که در آن زمان تنها توسط مردان به‌طور فعال ترویج می‌شدند.
در سال ۱۸۸۷، اوکونوسکا با داستان اجتماعی-روان‌شناختی خود با عنوان «شن. شن!» (اوکراینی: «Пісок. Пісок!») که دربارهٔ زندگی شهری بود، وارد عرصه ادبیات شد. اوکونوسکا تحقیق علمی «بردگی خانگی زنان در ترانه‌ها و آیین‌های عروسی» را تحت نام مستعار «یریناً» نوشت. او همچنین آثار «اسارت خانوادگی در ترانه‌ها و آیین‌های عروسی» (اوکراینی: «Родинна неволя в піснях і обрядах весільних») را گردآوری کرد و اولین سالنامه زنان در گالیسیا با عنوان «اولین تاج گل »(اوکراینی: «Перший вінок») را منتشر کرد.